# Travis Bean
Travis Bean war ein amerikanisches Unternehmen, das E-Gitarren und E-Bässe herstellte. Die Firma wurde von dem Namen des Gründers Travis Bean abgeleitet. Bekannt wurde das Unternehmen durch die im Instrumentenbau ungewöhnliche Verwendung von Aluminium als Konstruktionsmaterial.

## Geschichte
Angetrieben von seiner Idee, Instrumente aus Aluminium herzustellen, startete Travis Bean im Jahr 1974 in Sun Valley, Kalifornien, die Produktion seiner Instrumente. Nach ersten Achtungserfolgen pendelten sich die Verkaufszahlen nur auf niedrigem Niveau ein. Wegen des mangelnden Erfolges stellte Travis Bean die Herstellung der Instrumente im Jahr 1979 wieder ein. Im Jahr 1998 erschien ein Nachbau des erfolgreichsten Modells, der E-Gitarre TB 1000, unter der Mitarbeit des Konstrukteurs Travis Bean kurz auf dem Markt.
Besonderes Konstruktionsmerkmal der Instrumente von Travis Bean waren die durchgehenden Aluminiumhälse, die die kompletten Gitarren durchzogen. Auf den Hals bzw. das Aluminiumchassis wurden herkömmliche Holzbodys angebracht. Die Idee hinter dieser Konstruktion war die Annahme, das Gitarren durch die stabile Metallkonstruktion einen besseren Ton und ein längeres Sustain aufweisen sollten. Außerdem sollten materialbedingte Probleme von herkömmlichen Holzinstrumenten (z. B. Verbiegen und Verziehen von Hälsen durch Saitenzug und Klimaeinfluss) minimiert werden. Großer Nachteil war jedoch das unangenehm kalte Spielgefühl des Metallhalses, welches viele Spieler abschreckte und letztlich auch zum Ende der Gitarren führte. Der Klang der Travis-Bean-Gitarren ist aufgrund der Humbucker-Bestückung in etwa mit den von Gibson-Instrumenten vergleichbar, wobei der Ton sehr viel klarer und härter ist.

## Neuauflage

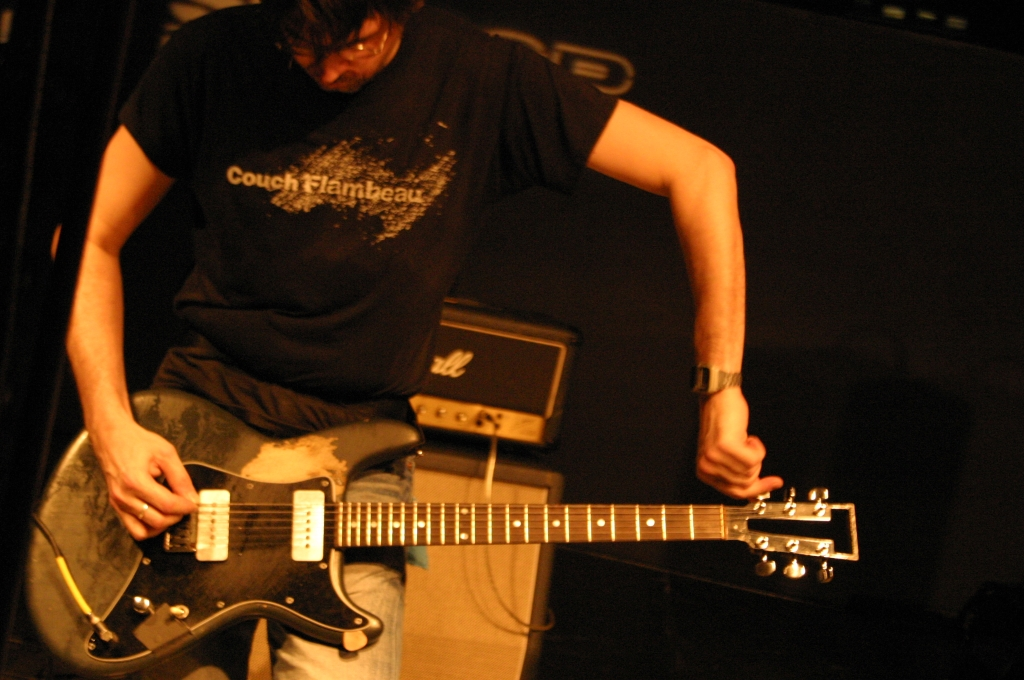
Steve Albini mit dem Modell TB500

Seit 2009 sind neue Travis-Bean-Instrumente auf dem Markt; Travis-Bean-Gitarren werden seitdem in Deutschland (Bayern) gefertigt. Abweichend zu den History-Vintage Travis Bean Guitars fertigt das Unternehmen Travis Bean heute unter der Leitung von Franz „Travis“ Gründl, überwiegend mit Holzhälsen; jedoch sind Aluhälse weiter als Sonderanfertigungen und Sonderserien erhältlich.
Seit 2010 ist Travis Bean als Marke eingetragen auf den Inhaber, Franz Travis Gründl.

## Die Travis-Bean-Gitarren in der Musik
Besonders das ausgeprägte Sustain der Travis-Bean-Gitarren machte die Instrumente populär. Bekannte Musiker, die eine "Travis Bean" spielen/spielten, waren u. a. Jerry García von Grateful Dead, Steve Albini von Shellac, Lee Ranaldo von Sonic Youth, Matthias Röhr (Matt "Gonzo" Roehr), Hermann Hausner und Slash von Guns N’ Roses. Letzterer setzt seine "Travis Bean" hauptsächlich beim Spiel mit dem Bottleneck ein, wo er das immense Sustain dieses Instruments ausnutzte.